# Дневни ритуали
Дневни ритуали је девети студијски албум хрватског рок бенда Аеродром, објављен у издању Кроација рекордс-а 22. новембра 2019. Албум су снимили исти чланови бенда као и њихово претходно студијско издање Тактика ноја . Албум је дебитовао на 21. месту званичне хрватске топ 40 листе и достигао врхунац на 8. месту. Са овог албума објављено је шест синглова „Од сутра не пушим“, „Испод туша“, „Ја те једноставно волим“, који је достигао 13. место и провео 12 недеља на националној листи Топ 40 синглова,  „Титаник“, "Нека буде", која је дебитовала и достигла врхунац на 22. месту  и "Сунце ми се смије", која је дебитовала и достигла врхунац на 27. месту.

## Критички пријем
Дневни ритуали добио углавном позитивне критике. Хрватски рок критичар Златко Гал албуму је дао три и по звездице на скали од пет звездица, описавши га као „заиста солидан класични гитарски рок албум” и као „продужетак бенда Пађеновог награђиваног соло пројекта Ол Старс ”.  Александар Драгаш из Јутарњег листа оценио га је као „занимљив арена рок/пауер поп албум“.  Топ.хр, музичка листа на телевизијском програму, представио је албум као „озбиљног конкурента за рок албум године”.

## Топ листе

### Албумске листе
| Година | Листа                 | Место |
| ------ | --------------------- | ----- |
| 2019   | Хрватска листа албума | 8     |

### Синглови
| Година | Сингл                   | Листа                   | Место |
| ------ | ----------------------- | ----------------------- | ----- |
| 2017   | Ја те једноставно волим | Хрватска листа синглова | 13    |
| 2018   | Нека буде               | Хрватска листа синглова | 22    |
| 2019   | Сунце ми се смије       | Хрватска листа синглова | 27    |

## Постава

### Аеродром
- Јурица Пађен – гитаре, вокал, хармоника
- Томислав Шојат – бас, пратећи вокал
- Иван Хавидић – гитаре, пратећи вокал
- Дамир Медић – Бубњеви, удараљке

### Додатни музичари
- Федор Боић – клавијатуре
- Марио Домазет – чаранго, акустична гитара
- Звоне Домазет – добро, слајд гитара, програмирање
- Борна Чоп – гитаре
- Ана Шуто, Јелена Влачић – пратећи вокали
- Хрвоје Прскало - програмирање, пратећи вокали

### Омот
- Љубо Здјеларевић – Фотографија и дизајн
- Лука Вучић – Дизајн

### Продукција
- Јурица Пађен – продуцент
- Хрвоје Прскало – продуцент
- Марио Домазет - Копродуцент на нумерама 3 и 10
- Снимио Хрвоје Прскало